# Търси се екстрасенс
„Търси се екстрасенс“ е български телевизионен игрален филм (комедия, криминален) от 2001 година на режисьора Михаил Мелтев, по сценарий на Ива Стаменова. Оператор е Мартин Димитров.

## Сюжет
Специална пратка е повод за интерес и война между престъпници и властта. Отговорът на въпросите им зависи от екстрасенс с талант и липса на претенции. Задачата му е да открие липсващия 113-и елемент от Менделеевата таблица, наричан „червен живак“.
Две престъпни групировки владеят страната - на Мекия, който е подвластен на чуждоземен бос и на Вуйчото. Очаква се пристигането на много скъпа пратка от червен живак. Трябва да я донесе бъдещата съпруга на Мекия. Пратката е изгубена по пътя. Възникналият проблем може да бъде решен само от невзрачния екстрасенс Благовест, който въпреки голямата си гадателска дарба е беден и наивен човечец.
Екстрасенсът е търсен от Вуйчото, за да посочи къде е живакът и от Мекия, за да му възвърне мъжествеността. Внезапно монотонният живот на Благовест се обърква - напуска го жена му, вбесена от вечното безпаричие. Екстрасенсът е отвлечен от Вуйчото, по-късно попада и в ръцете на Мекия, а в крайна сметка се оказва в държавния арест. Човечецът е заплашван, подкупван, малтретиран и разпънат в борбата на босовете и държавните служби за пари и власт.
Въпреки неприятностите, Благовест си остава добър и през цялото време помага на всеки, нуждаещ се от помощ. Улисани в преследването на пратката, озверели, престъпните групировки се самоунищожават. Живакът отпътува от страната. Жената на екстрасенса се връща при него, защото разбира, че най-важното е човек да бъде добър, искрен и всеотдаен като нейния Благовест.

## Актьорски състав
- Кръстьо Лафазанов – лечителя Благовест Добрев
- Гергана Кадиева – жената на Благовест
- Пламен Сираков – вуйчото
- Влади Карамфилов – мутра
- Татяна Лолова – тъщата-екстрасенс на Благовест
- Кирил Ефремов
- Мите Вратеовски – бодигард
- Иво Кръстев – Патладжана
- Максим Генчев – Геврека
- Емили Джонсън – младоженката
- Магдалена Бозукова – Меги, дете
- Теодор Елмазов – началник РПУ
- Николай Костадинов – Тимур
- Бончо Урумов – министър
- Любомир Фърков – старшина
- Герасим Георгиев – Марчело
- Стилян Щерев – Чалгата
- Велико Стоянов – Ключалката
- Николай Божков – Леонардо
- Петер Мелтев – Мистър Бийн
- Росен Белов – Арни
- Цветодар Марков – Кевин
- Николай Беров – полицай
- Николай Върбанов – полицай
- Виктор Бисеров – тв водещ
- Александра Василева – бомбата
- Александър Ристоски – сърбин
- Петър Каменополски – Щангата
- Константин Гълъбов – Кирпича
- Мирослав Стоянов – Джани
- Ивайло Гълъбов – Де Ниро

В епизодите:
- Любомир Попов
- Иван Банков
- Клавдия Камбурова
- Димитър Георгиев
- Ивайло Драганов
- Надежда Митева
- Кирил Теов
- Димитър Гулев
- Иван Димитров
- Вера Петрова
- Микаела Спасова
- Десислава Николова
- Ивайло Иванов - Пелето